# Apolipoprotein A2
Apolipoprotein A2 je apolipoprotein nađen u lipoproteinu visoke gustine (HDL) holesterolu  i plazmi. 
On ima aproksimatnu molekulsku težinu od 17 .

## Spoljašnje veze
- Apolipoprotein+A-II на 